# Pastrami
Il pastrami (in rumeno pastramă) è una popolare specialità gastronomica della cucina rumena, solitamente di carne di manzo, ma anche di maiale o di montone. Altre varianti sono prodotte in Turchia e Israele.

## Etimologia e storia
Il nome pastrami deriva dal turco pastırma, a sua volta derivato dal verbo turco bastırma che significa "premere".
La carne essiccata al vento è stata prodotta in Anatolia per secoli e alcuni ritengono che la carne essiccata bizantina sia "uno dei precursori del pastırma della Turchia moderna".
Il pastrami giunse negli Stati Uniti nella seconda metà del XIX secolo in seguito all'arrivo di migliaia di immigrati ebrei provenienti dalla regione russa della Bessarabia e dalla Romania. L'ortografia modificata "pastrami" è stata probabilmente introdotta a imitazione dell'inglese americano salami. Una comunità ebraica d'origine rumena era presente a New York fin dal 1872. In Romania gli ebrei erano soliti utilizzare il petto d'oca per fare il pastrami, tuttavia, una volta negli Stati Uniti, divenne più economico per loro utilizzare il brisket di manzo. La ricetta originale venne così adattata e modificata.
Sussman Volk, un macellaio kosher immigrato a New York dalla Lituania con origini tedesche, è generalmente accreditato per aver prodotto il primo panino al pastrami negli Stati Uniti nel 1887. Secondo una sua discendente, Patricia Volk, preparava il pastrami secondo la ricetta di un amico rumeno e lo serviva nei panini della sua macelleria. Il panino era così popolare che Volk ha trasformato la macelleria in un ristorante per vendere panini al pastrami.

## Preparazione
Originariamente era utilizzato come metodo di conservazione della carne prima dell'introduzione della moderna refrigerazione.
La conservazione si ottiene mettendo la carne cruda sotto salamoia, si procede poi ad essiccarla, condirla con varie spezie (aglio, coriandolo, pepe nero, paprica, chiodi di garofano), affumicarla e infine cuocerla a vapore.

## Consumo
Si presenta come il carpaccio o come il prosciutto e cioè in fettine molto sottili con varie salse associate o verdure come cavolo e crauti.

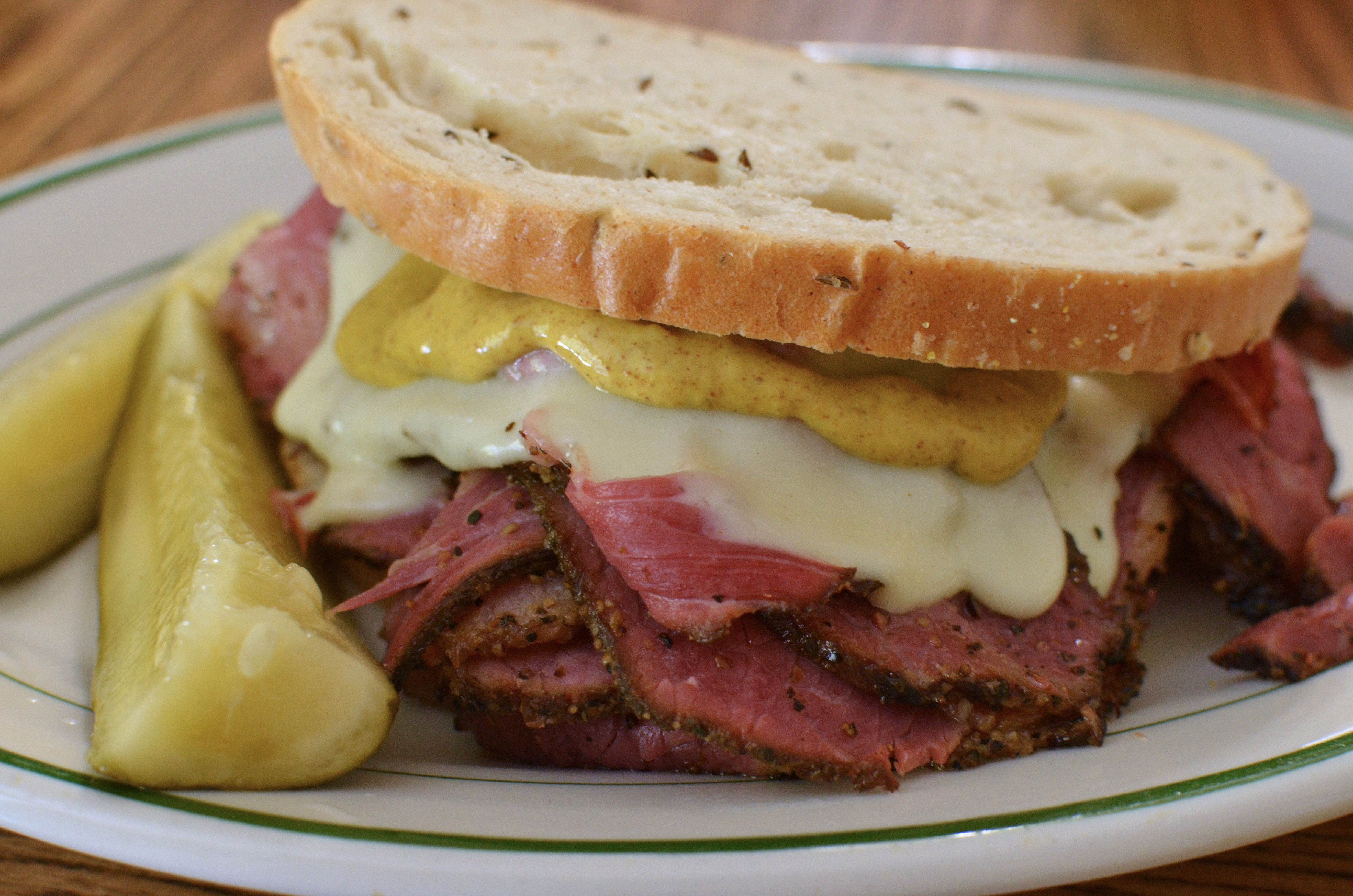
Panino con pastrami e senape on rye

È molto popolare anche negli Stati Uniti d'America, essendo stato importato dagli immigrati romeni all'inizio del XX secolo, soprattutto come street food, dove viene offerto come sandwich con fette di pane di segale (rye) oppure come guarnizione per insalate e hamburger. Le variazioni e gli accostamenti con verdure e salse sono molto vari ed è anche servito in ristoranti etnici specializzati.
In tutte le sue varianti è divenuto un cibo sempre più diffuso e velocemente consumabile.